# Музеї Сан-Паулу
Ця сторінка містить список статей про музеї, які розташовані в місті Сан-Паулу. 
SPARQL-запит (виконати • довідка Wikidata Query • TABernacle · old):
SELECT DISTINCT ?item WHERE { ?item wdt:P31 wd:Q33506 . # музей ?item wdt:P131* wd:Q174 . # в Сан-Паулу }
| Музей                                                                                     | Опис | Зображення |
| ----------------------------------------------------------------------------------------- | --- | ---------- |
| Меморіал іммігрантів                                                                      | музей, що був відкритий з метою збору та збереження документів та пам'ятних речей іммігрантів, що прибували до Бразилії                                                                            |            |
| Зоологічний музей Університету Сан-Паулу                                                  | В музеї зібрані тварини-представники тропічної та субтропічної фауни країни, найбільш ранні мають вік понад 50 років.                                                                              |            |
| Музей Пауліста                                                                            | історичний музей при університеті Сан-Паулу, Бразилія |            |
| Інститут Бутантан                                                                         | науково-дослідний інститут, організація, музей in Сан-Паулу, Бразилія, from 1901 |            |
| Музей зображень та звуку                                                                  | музей у Сан-Паулу, Бразилія |            |
| Меморіал Латинської Америки                                                               | музей у Бразилії |            |
| Museum of Archeology and Ethnology of the University of São Paulo                         | музей у Бразилії |            |
| Ботанічний сад Сан-Паулу                                                                  | музей у Бразилії |            |
| Casa Número Uno                                                                           | музей у Бразилії |            |
| Estação Ciência da Universidade de São Paulo                                              | музей у Бразилії |            |
| Культурний фонд Еми Гордон Клабін                                                         | художня галерея, музей in Сан-Паулу, Бразилія, named after Ema Gordon Klabin, from 1978 |            |
| Museu da Tecnologia de São Paulo                                                          | музей у Бразилії |            |
| Casa das Rosas                                                                            | музей in Бела-Віста (округ Сан-Паулу), Бразилія, from 1935 |            |
| Estação Pinacoteca                                                                        | музей у Бразилії |            |
| Museo de la Aeronáutica (São Paulo)                                                       | музей у Бразилії |            |
| Museu do Relógio Professor Dimas de Melo Pimenta                                          | музей у Бразилії |            |
| Casa Guilherme de Almeida                                                                 | музей у Бразилії |            |
| Xingu Museum                                                                              | музей у Бразилії |            |
| UNASP Memory Center                                                                       | музей in Сан-Паулу / Капан-Редонду (округ Сан-Паулу), Бразилія about історія |            |
| Casa da Bomba                                                                             | музей in Сан-Паулу, Бразилія |            |
| Museu da Santa Casa de São Paulo                                                          | музей in Сан-Паулу, Бразилія, from 2000 |            |
| Antigo Museu de Arte Moderna de São Paulo                                                 | музей in Сан-Паулу, Бразилія |            |
| Football Museum                                                                           | музей у Бразилії |            |
| Museu Biológico do Instituto Butantan                                                     | музей у Бразилії |            |
| Museum of Public Health Emílio Ribas                                                      | музей у Бразилії |            |
| Catavento Museum                                                                          | музей у Бразилії |            |
| Museu da Lâmpada                                                                          | музей у Бразилії |            |
| Instituto Biológico Museum                                                                | музей у Бразилії |            |
| Parque CienTec                                                                            | музей у Бразилії |            |
| Museu Tattoo Brasil                                                                       | музей у Бразилії |            |
| Museus de Arte Brasileira da Fundação Armando Álvares Penteado                            | музей у Бразилії |            |
| Discoteca Oneyda Alvarenga                                                                | музей in Сан-Паулу / Лібердаді, Бразилія |            |
| Museu Sertório                                                                            | музей у Бразилії |            |
| Navy Cultural Center in Sao Paulo                                                         | музей у Бразилії |            |
| Centro de Referência Paulo Freire                                                         | музей у Бразилії |            |
| Centro Histórico do Hospital Albert Einstein                                              | музей у Бразилії |            |
| Centro Pró-Memória - Club Athletico Paulistano                                            | музей у Бразилії |            |
| Coleção de Artes Visuais/Instituto de Estudos Brasileiros da Universidade de São Paulo    | музей у Бразилії |            |
| Coleção Entomológica de Referência                                                        | музей у Бразилії |            |
| Espaço Museal da Capela São Miguel Arcanjo                                                | музей у Бразилії |            |
| Fundação José e Paulina Nemirovsky                                                        | музей у Бразилії |            |
| Fundação Memorial da América Latina                                                       | музей у Бразилії |            |
| Herbário do Departamento de Botânica                                                      | музей у Бразилії |            |
| Instituto Museu e Biblioteca de Odontologia de São Paulo                                  | музей у Бразилії |            |
| Laboratório de Demonstrações Físicas - Instituto de Física                                | музей у Бразилії |            |
| MuBE Virtual                                                                              | музей у Бразилії |            |
| Museu Abadia São Geraldo                                                                  | музей у Бразилії |            |
| Museu Armando de Arruda Pereira                                                           | музей у Бразилії |            |
| Museu da Corrupção - Virtual                                                              | музей у Бразилії |            |
| Museu da Cultura                                                                          | музей у Бразилії |            |
| Museu da Energia de São Paulo                                                             | музей у Бразилії |            |
| Museu da Faculdade de Direito                                                             | музей у Бразилії |            |
| Museu da Gastronomia Brasileira                                                           | музей у Бразилії |            |
| Museu da Indumentária e da Moda                                                           | музей у Бразилії |            |
| Museu da Obra Salesiana no Brasil                                                         | музей у Бразилії |            |
| Museum in São Paulo, São Paulo                                                            | музей у Бразилії |            |
| Museu de Arte Mágica, Ilusionismo, Prestidigitação e Ventriloquia João Peixoto dos Santos | музей у Бразилії |            |
| Museu de Rua                                                                              | музей у Бразилії |            |
| Museu do Sexo                                                                             | музей у Бразилії |            |
| Museu do Theatro Municipal de São Paulo                                                   | музей у Бразилії |            |
| Museu dos Eventos Anhembi Parque                                                          | музей у Бразилії |            |
| Museu Engenheiro Augusto Carlos Ferreira Velloso                                          | музей у Бразилії |            |
| Museu Espírita de São Paulo                                                               | музей у Бразилії |            |
| Museu Histórico da Portuguesa - Associação Portuguesa de Desportos                        | музей у Бразилії |            |
| Museu Leasowe Castle House                                                                | музей у Бразилії |            |
| Museu Maçônico José Bonifácio                                                             | музей у Бразилії |            |
| Museu Oceanográfico do Instituto Oceanográfico da USP                                     | музей у Бразилії |            |
| Museu Paulo Machado de Carvalho - Museu do Futebol                                        | музей у Бразилії |            |
| Museu Vicente de Azevedo                                                                  | музей у Бразилії |            |
| Pão de Açúcar - Projeto Memória                                                           | музей у Бразилії |            |
| Parque Ecológico Guarapiranga                                                             | музей у Бразилії |            |
| Cantareira State Park - Pedra Grande Nucleus                                              | музей, парк штату in Сан-Паулу, Бразилія, part of Cantareira State Park, from 1989 |            |
| Vozoteca LEK                                                                              | музей у Бразилії |            |
| Centro Pró-Memória Hans Nobiling do Esporte Club Pinheiros                                | музей у Бразилії |            |
| IMS Paulista                                                                              | музей у Бразилії |            |
| Museu do Instituto Adolfo Lutz                                                            | музей у Бразилії |            |
| Museu do Rio Tietê                                                                        | музей у Бразилії |            |
| Manabu Mabe museum                                                                        | музей у Бразилії |            |
| Fundação Maria Luisa e Oscar Americano                                                    | музей у Бразилії |            |
| Herbário da Universidade de São Paulo                                                     | музей у Бразилії |            |
| Instituto de Arte Contemporânea do Museu de Arte de São Paulo                             | музей у Бразилії |            |
| Меморіал Резиденції Сан-Пауло                                                             | музей у Бразилії |            |
| Museum Afro Brasil                                                                        | Automatic description is not available |            |
| Anchieta Museum                                                                           | музей у Бразилії |            |
| Museum of Fine Arts of São Paulo                                                          | музей у Бразилії |            |
| Botanical Museum Dr. João Barbosa Rodrigues                                               | музей у Бразилії |            |
| Museu Geológico Valdemar Lefèvre                                                          | музей у Бразилії |            |
| Museu Herculano Pires                                                                     | музей у Бразилії |            |
| Museu Histórico da Imigração Japonesa no Brasil                                           | музей у Бразилії |            |
| Memory Museum of Bixiga                                                                   | музей у Бразилії |            |
| Museu Paulo Machado de Carvalho                                                           | музей у Бразилії |            |
| Бразильський будинок-музей                                                                | музей у Бразилії |            |
| Музей Пессоа                                                                              | музей у Сан-Паулу, Бразилія |            |
| Civil Police Museum of the State of São Paulo                                             | музей у Бразилії |            |
| Museum of Veterinary Anatomy FMVZ USP                                                     | музей у Бразилії |            |
| Museum of Brazilian Art of FAAP                                                           | музей у Бразилії |            |
| Museu de Ciências da Universidade de São Paulo                                            | музей у Бразилії |            |
| Geosciences Museum at the Institute of Geosciences of the University of São Paulo         | музей у Бразилії |            |
| Military Police Museum of the State of São Paulo                                          | музей у Бразилії |            |
| Museu do Computador                                                                       | музей у Бразилії |            |
| Gaetano Ferolla Museum of Public Transport                                                | музей у Бразилії |            |
| Gioconda Giannini Glasses Museum                                                          | музей у Бразилії |            |
| Parque Ecológico do Tietê                                                                 | парк, музей, природний заповідник in Сан-Паулу, Бразилія, from 1982 |            |
| São Paulo City Art Collection                                                             | музей у Бразилії |            |
| Professor Aristóteles Orsini Planetarium                                                  | музей у Бразилії |            |
| House of Sítio de Morrinhos                                                               | Bandeirista house, музей, культурна спадщина in Сан-Паулу / Casa Verde District, Бразилія / Португальська імперія                                                                                  |            |
| Museu de Artes Gráficas                                                                   | музей у Бразилії |            |
| Centro Cultural e de Estudos Superiores Aúthos Pagano                                     | музей у Бразилії |            |
| Instituto Tomie Ohtake                                                                    | музей у Бразилії |            |
| Caixa Cultural São Paulo                                                                  | музей у Бразилії |            |
| Centro de Documentação do Movimento Operário Mario Pedrosa                                | музей у Бразилії |            |
| Museu do Crime da AIPESP                                                                  | музей у Бразилії |            |
| Museu Penitenciário Paulista                                                              | музей у Бразилії |            |
| Museu de Anatomia da Universidade de São Paulo                                            | музей у Бразилії |            |
| Centro Cultural Banco do Brasil                                                           | музей у Бразилії |            |
| Jewish Museum of São Paulo                                                                | музей in Сан-Паулу, Бразилія |            |
| Desinfectório Central                                                                     | музей у Бразилії |            |
| Museum of Education and Toys                                                              | музей у Бразилії |            |
| Centro de Memória Votorantim                                                              | музей у Бразилії |            |
| Museu Florestal Octávio Vecchi                                                            | музей у Бразилії |            |
| Museu da História da Medicina da Associação Paulista de Medicina                          | музей у Бразилії |            |
| Acervo Histórico Irmã Beata Heinrich                                                      | музей у Бразилії |            |
| Museu da Abadia São Geraldo                                                               | музей у Бразилії |            |
| Centro de Memória do Corpo de Bombeiros                                                   | музей у Бразилії |            |
| Bunge Memory Centre                                                                       | музей у Бразилії |            |
| Oceanographic Museum in the Oceanographic Institute of the University of São Paulo        | музей у Бразилії |            |
| Luiz Cássio dos Santos Werneck Memorial                                                   | музей у Бразилії |            |
| Museu Histórico do Instituto Butantan                                                     | музей у Бразилії |            |
| Centro de Memória Dorina Nowill                                                           | музей у Бразилії |            |
| Museu de Microbiologia Prof. Isaias Raw                                                   | музей у Бразилії |            |
| Memorial of Inclusion                                                                     | музей у Бразилії |            |
| Memorial de 32                                                                            | музей у Бразилії |            |
| Museu das Invenções                                                                       | музей у Бразилії |            |
| Memorial do Corinthians                                                                   | музей у Бразилії |            |
| Museu Histórico Professor Carlos da Silva Lacaz                                           | музей у Бразилії |            |
| Museu do objeto brasileiro                                                                | музей у Бразилії |            |
| Museum of Jewish Immigration                                                              | музей у Бразилії |            |
| Centro de Memória do Circo                                                                | музей у Бразилії |            |
| Museu do Tribunal de Justiça                                                              | музей у Бразилії |            |
| Палац Бандейрантів                                                                        | палац, що також служить місцем розташування уряду штату, має важливу колекцію творів бразильських художників. На додаток, тут міститься колекція колоніальних меблів, шкіряних та срібних виробів. |            |
| Museu Aberto de Arte Urbana de São Paulo                                                  | музей у Бразилії |            |
| Museu do Dentista                                                                         | музей у Бразилії |            |